# 산청 지곡사지
산청 지곡사지(山淸 智谷寺址)는 대한민국 경상남도 산청군 산청읍 내리에 있는 절터이다. 1997년 12월 31일 경상남도의 기념물 194호로 지정되었으나, 지정 당시 정확한 문화재 구역을 특정하지 않은 채 막연히 지정하고, 정확한 경계측량이 이루어지지 않는 등의 문제로 1999년 지정 해제되었으나 2000년 8월 31일 경상남도의 기념물 제225호로 재지정되었다.

## 개요
지곡사는 신라 응진 스님이 처음 지어 국태사라 이름하였다가 고려 혜월선사를 거쳐 진관선사에 이르러 다시 고쳐 지었다고 전한다.
고려 대각국사 의천이 천태종을 다시 세울 때 기반이 된 선종 5산문 가운데 하나가 지곡사인 것으로 나타나고 있어 고려 불교계에 중요한 위치를 차지했던 사찰로 짐작된다. 조선시대에 들어서도 지곡사에 대한 기록이 각종 지리서에 나타나고 있는 것으로 보아 여전히 중심사찰로서 역할을 하였음을 알 수 있다. 1912년∼1913년 사이에 조선총독부에서 사찰에 대해 신청 인가할 때 지곡사의 이름이 빠진 것과 성안스님과 홍유스님의 비와 묘탑이 조선 헌종 2년(1845)에 세워진 것을 보아 20세기 초반에 사찰로서의 운명을 다한 것으로 추정된다.
지곡사 터는 당시의 건물은 남아 있지 않으나 건물지의 초석을 비롯하여 축대, 우물, 탑의 재료, 석수조, 묘탑 10여기, 배례석 등 불교관련 유구들이 곳곳에 분포하고 있으며, 땅속에도 관련 유구 및 유물이 있을 것으로 추정된다.

## 참고 문헌
- 산청 지곡사지 - 국가유산청 국가유산포털

1. ↑  제39회 국무총리행정심판위원회. “경상남도문화재지정처분등무효확인등청구” (99-05038).